# Clube de Futebol União
El Clube de Futebol União, també conegut com a União da Madeira, és un club de futbol portuguès de la ciutat de Funchal, Madeira.

## Història
El club va ser fundat el dia 1 de novembre de 1913. Juga els seus partits a l'Estádio do Centro Desportivo da Madeira, de Ribeira Brava, a 20 minuts de la capital Funchal. Assolí l'ascens a primera divisió després de 20 anys d'absència, el 2015. Anteriorment hi havia jugat cinc vegades entre 1989-90 i 1991-92, i les temporades 1993-94 i 1994-95.

## Palmarès
- Segona divisió portuguesa de futbol: 
  - 1988-89
- Tercera divisió portuguesa de futbol: 
  - 2001-02, 2010-11
- Campionat AF Madeira : 
  - 1920-21, 1927-28, 1931-32, 1933-34, 1937-38, 1956-57, 1958-59, 1959-60, 1960-61, 1961-62, 1962-63, 1963-64, 1964-65, 1973-74, 1977-78, 1979-80
- Copa AF Madeira : 
  - 1945-46, 1956-57, 1957-58, 1960-61, 1961-62, 1962-63, 1963-64, 1964-65, 1982-83, 1983-84, 1986-87, 1987-88, 1988-89, 1992-93, 1994-95, 2002-03, 2004-05